# Circonscription de Molonglo

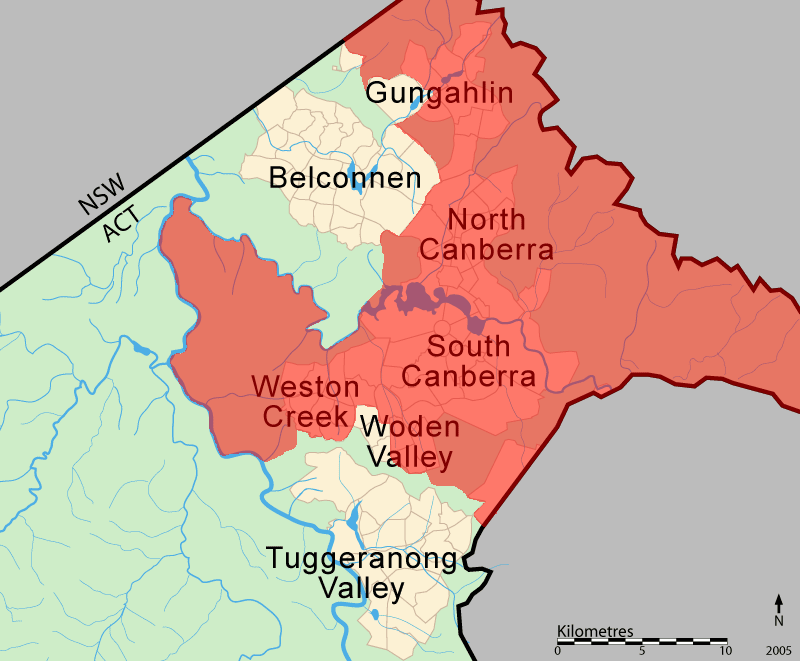
Localisation de la circonscription de Molonglo (en rouge) sur la carte de l'ACT

La circonscription de Molonglo est l'une des trois circonscriptions de l'Assemblée législative du Territoire de la capitale australienne. Elle dispose de sept sièges et est la plus peuplée des circonscriptions du Territoire.

## Histoire
Elle a été créée en 1995, lorsque le système électoral de Hare-Clark a été introduit pour le Territoire de la capitale australienne (ACT). Avant 1995, il existait une seule circonscription pour l'ensemble de l'ACT. Molonglo serait dérivé d'un mot indigène qui signifie « comme le bruit du tonnerre » et se réfère à la rivière qui traverse la circonscription et qui a été barrée pour former le lac Burley Griffin.

## Situation
La circonscription de Molonglo se compose des districts de Canberra Nord, Canberra Sud, Weston Creek, Woden (à l'exception des quartiers de Chifley, Pearce et Torrens), et Gungahlin (à l'exception du quartier de Nicholls). Il comprend également les parties du Territoire au nord et l'est de Canberra. Sa frontière occidentale est la rivière Murrumbidgee.
Murrumbidgee.

## Membres
| Année   | Membre | Membre           | Parti        | Membre      | Membre         | Parti          | Membre       | Membre        | Parti       | Membre  | Membre         | Parti       | Membre           | Membre        | Parti   | Membre              | Membre        | Parti | Membre | Membre        | Parti       |
| ------- | ------ | ---------------- | ------------ | ----------- | -------------- | -------------- | ------------ | ------------- | ----------- | ------- | -------------- | ----------- | ---------------- | ------------- | ------- | ------------------- | ------------- | ----- | ------ | ------------- | ----------- |
| 1995    |        | Rosemary Follett | Travailliste |             | Terry Connolly | Travailliste   |              | Kate Carnell  | Libéral     |         | Gary Humphries | Libéral     |                  | Greg Cornwell | Libéral |                     | Kerrie Tucker | Vert  |        | Michael Moore | Indépendant |
| 19961,2 |        | Simon Corbell    | Travailliste |             | Marion Reilly  | Travailliste   |              | Kate Carnell  | Libéral     |         | Gary Humphries | Libéral     |                  | Greg Cornwell | Libéral |                     | Kerrie Tucker | Vert  |        | Michael Moore | Indépendant |
| 1998    |        | Simon Corbell    | Travailliste | Ted Quinlan | Travailliste   |                |              | Kate Carnell  | Libéral     |         | Gary Humphries | Libéral     |                  | Greg Cornwell | Libéral |                     | Kerrie Tucker | Vert  |        | Michael Moore | Indépendant |
| 20013   |        | Simon Corbell    | Travailliste | Ted Quinlan | Travailliste   | Jacqui Burke   | Libéral      |               |             |         | Gary Humphries | Libéral     |                  | Greg Cornwell | Libéral |                     | Kerrie Tucker | Vert  |        | Michael Moore | Indépendant |
| 2001    |        | Simon Corbell    | Travailliste | Ted Quinlan | Travailliste   | Katy Gallagher | Travailliste |               | Helen Cross | Libéral | Gary Humphries | Libéral     |                  | Greg Cornwell | Libéral |                     | Kerrie Tucker | Vert  |        |               |             |
| 20034,5 |        | Simon Corbell    | Travailliste | Ted Quinlan | Travailliste   | Katy Gallagher | Travailliste | Jacqui Burke  | Helen Cross | Libéral |                | Indépendant |                  | Greg Cornwell | Libéral |                     | Kerrie Tucker | Vert  |        |               |             |
| 2004    |        | Simon Corbell    | Travailliste | Ted Quinlan | Travailliste   | Katy Gallagher | Travailliste | Jacqui Burke  | Zed Seselja | Libéral | Libéral        |             | Deb Foskey       | Vert          |         | Richard Mulcahy     | Libéral       |       |        |               |             |
| 20066   |        | Simon Corbell    | Travailliste | Andrew Barr | Travailliste   | Katy Gallagher | Travailliste | Jacqui Burke  | Zed Seselja | Libéral | Libéral        |             | Deb Foskey       | Vert          |         | Richard Mulcahy     | Libéral       |       |        |               |             |
| 20077   |        | Simon Corbell    | Travailliste | Andrew Barr | Travailliste   | Katy Gallagher | Travailliste | Jacqui Burke  | Zed Seselja | Libéral | Libéral        | Indépendant | Deb Foskey       | Vert          |         | Richard Mulcahy     |               |       |        |               |             |
| 2008    |        | Simon Corbell    | Travailliste | Andrew Barr | Travailliste   | Katy Gallagher | Travailliste | Jeremy Hanson | Zed Seselja | Libéral | Libéral        |             | Shane Rattenbury | Vert          |         | Caroline Le Couteur | Vert          |       |        |               |             |

1 Rosemary Follett (Travailliste) démissionna le 12 décembre 1996. Simon Corbell (Travailliste) le remplaça le 18 février 1997.
2 Terry Connolly (Travailliste) démissionna le 19 février 1996. [Marion Reilly (Travailliste)  fut élue à sa place le 26 mars 1996.
3 Kate Carnell (Libéral) démissionna le 17 octobre 2000. Jacqui Burke (Liberal) le remplaça le 13 février 2001
4 Gary Humphries (Libéral) démissionna le 25 novembre 2002 pour occuper le poste de sénateur fédéral laissé vacant par Margaret Reid. Jacqui Burke (Libéral) le remplaça le 18 février 2003.
5 Helen Cross démissionna du parti libéral le 23 septembre 2003 et choisit de continuer de siéger comme Indépendant.
6 Ted Quinlan (Travailliste) démissionna le 21 mars 2006. Andrew Barr (Travailliste) fut élu à sa place le 3 avril 2006.
7 Richard Mulcahy a été exclu du Parti libéral le 10 décembre 2007. Mulcahy choisit de continuer de siéger comme Indépendant.